# Альтдорф (Эслинген)
Альтдорф (нем. Altdorf) — община в Германии, в земле Баден-Вюртемберг.
Подчиняется административному округу Штутгарт. Входит в состав района Эслинген. Население составляет 1484 человека (на 31 декабря 2010 года). Занимает площадь 3,25 км².